# 遠藤麻理
遠藤 麻理（えんどう まり、1973年6月14日 -）は、新潟県を拠点に活動するラジオパーソナリティ、フリーアナウンサー。新潟県西蒲原郡巻町（現新潟市西蒲区巻地区）出身。血液型はA型。

## 概要
ホラー映画とカラスが好きで、大の酒好き。
三つ葉が嫌いだったが、おいしい三つ葉を食べたことで好き嫌いが無くなった。
新潟県立分水高等学校在校時に、高校野球の新潟県大会でスタンドリポーターを経験したことで、アナウンサーを目指すことを決意する。
1995年(平成7年)4月より1年間、8代目弥彦駅観光駅長を務める。
テレビ新潟放送網を経て、1998年には燕三条エフエム放送の設立に携わる。2000年（平成12年）の新潟県民エフエム放送（FM PORT）開局時から2020年（令和2年）の閉局時までFM PORTに携わっていた。FM PORT閉局後の2020年8月よりBSNラジオに出演。
現在、新潟日報でエッセーを連載している。
また、新潟の月刊生活情報誌「CARREL」にて「四畳半日記」を連載している。
2006年（平成18年）5月28日に放送された特別番組「阿賀の流れに思いをのせて～参ちゃんが唄う新潟水俣病～」にて、日本民間放送連盟賞のラジオ教養番組部門優秀賞を受賞。
2018年（平成30年）12月に開かれたにいがた経済新聞主催の「地域活性化フォーラム」ではパネラーを務めた。
2021年(令和3年)4月、10代目ビュー福島潟名誉館長に就任。任期3年。
2022年から2024年には、タレントのヤンと共に新潟県交通災害共済のCMに出演している。

## 出演番組

### 現在の出演番組
- 『四畳半スタジオ』[8]（2020年8月3日～、BSNラジオ）
- 『松本愛＆遠藤麻理 あいまりタイムズ』[15]（2023年9月29日～、新潟日報デジタルプラス） - 松本愛と共演。『愛ちゃん＆麻理ちゃんお悩み相談スタジオ』からリニューアル。

### 過去の出演番組
- 『MORNING GATE』[5][10][16]（2003年7月 - 12月 6:30 - 9:00、2004年1月 - 9月 6:00 - 9:00、2004年10月 - 2020年6月 6:50 - 10:00 FM PORT）ナビゲーター
- 『朝日山ライフステーション』[10]（ 2011年12月 - 2013年1月 日曜18:00 - 18:15→2013年2月 - 2015年9月 日曜18:45 - 19:00→2015年10月 - 2019年2月 日曜18:30 - 18:45→2019年3月 - 2020年6月 日曜18:00 - 18:30 FM PORT）番組担当
- 『Many Thanks from FM PORT』（2020年6月30日 FM PORT最終番組）
- 『金子と遠藤麻理のモーニングゲート』(2020年7月7日、ラヂオは～と）
- 『ケン&マリのライフステーション』 （2006年3月 - 2007年11月10日 土曜11:45 - 12:00 FM PORT）
- 『遠藤麻理のライフステーション』 （2007年11月17日 - 2011年11月 土曜11:45 - 12:00 FM PORT）
- 『食彩の詩』(2012年4月27日～12月、2013年4月19日～11月8日、2014年4月25日～11月、UX新潟テレビ21) ナレーション担当
- 『アイちゃん⭐︎マリちゃん　ごきげんラジオ！』 (2020年9月5日 土曜18:00 - 21:00 ラヂオは～と)
- 『SUNNY SIDE SUNDAY 4.5』 (2020年10月25日 土曜11:00 - 17:00 BSNラジオ)
- 『愛ちゃん＆麻理ちゃんお悩み相談スタジオ』[15]（2022年1月31日～2023年9月15日、新潟日報デジタルプラス）

## 書籍
- 遠藤麻理『自望自棄〜わたしがこうなった88の理由(わけ)』新潟日報事業社、2017年11月30日。ISBN 978-4861326714。
- 遠藤麻理『自業自毒 平成とわた史』どくまんじゅう（イラスト）、新潟日報事業社、2019年6月30日。ISBN 978-4861327155。
- 遠藤麻理『ラジオを止めるな！』新潟日報事業社、2021年2月14日。ISBN 978-4861327674。
- 遠藤麻理『な〜る な〜る な〜る なんとかなる なるようになる なんとでもなる』新潟日報メディアネット、2023年11月18日。ISBN 978-4861328435。